# Јужни Даблин (округ)
Округ Јужни Даблин (енгл. County South Dublin, ир. Contae Áth Cliath Theas) је један од 3 нова управна округа Републике Ирске, смештен у њеном источном делу, у покрајини Ленстер. Седиште округа је град Талат.
Округ Јужни Даблин је издвојен 1994. године из округа Даблин, који је тада, због свом бројног становништва и великог значаја, подељен на четири ужа округа:
- Градски округ Даблин
- Округ Дан Лири-Ратдаун
- Округ Јужни Даблин
- Округ Фингал.

Сва четири округа данас чини тзв. Даблинску регију.

## Положај и границе округа
Округ Јужни Даблин се налази у источном делу ирског острва и Републике Ирске и граничи се са:
- север: округ Фингал,
- североисток: Град Даблин,
- исток: Дан Лири-Ратдаун,
- југ: округ Виклоу,
- запад: округ Килдер.

## Природни услови
Рељеф: Већи део округа Јужни Даблин је брдско подручје. Једино је север, уз реку Лифи, равничарских одлика. Средишњи део брдски, да би на крајњем југу постао планински - планина Кипур Мест, висине 757 м.
Клима Клима у округу Даблин је умерено континентална са изразитим утицајем Атлантика и Голфске струје. Стога град одликује блага и веома променљива клима.
Воде: Најзначајнија вода у округу је река Лифи, која чини северну границу округа према округу Фингал. У јужној, планинској половини округа постоји неколико потока и малих вештачких језера.

## Становништво
По подацима са Пописа 2011. године на подручју округа Јужни Даблин живело је преко 260 хиљада становника, већином етничких Ираца, али и доста страних усељеника. Последње три деценије број становника округа расте по стопи од близу 2% годишње.
Густина насељености - Округ Јужни Даблин има густину насељености од близу 1.200 ст./км², што је вишеструко више од државног просека (око 60 ст./км²). Цео округ је добро насељен, а посебно приобални и еверни, који чине сео грађевинског подручја Даблина.
Језик: У целом округу се равноправно користе енглески и ирски језик.